# Hans-Joachim Behr
Pour les articles homonymes, voir Behr.
Hans-Joachim Behr (né le 23 janvier 1930 à Lunebourg) est un archiviste et historien allemand . Il dirige les Archives d'État de Rhénanie-du-Nord-Westphalie à Münster et est professeur honoraire à l'Université westphalienne Guillaume de Münster. Il publie de nombreux écrits principalement sur des sujets d'histoire nationale.

## Biographie
Après le lycée, Hans-Joachim Behr travaille comme agriculteur et obtient le titre d'ingénieur. Après avoir rattrapé ses études secondaires, il étudie l'histoire et l'allemand à partir de 1957 à l'université Georges-Auguste de Göttingen et à l'université de Hambourg, entre autres avec Percy Ernst Schramm, Alfred Heuss et Hermann Heimpel. Il obtient son doctorat à Hambourg en 1963 avec Otto Brunner avec la thèse Die Pfandschlosspolitik der Stadt Lüneburg im 15. und 16. Jahrhundert. Après avoir terminé son doctorat, Behr est archiviste aux Archives d'État de Basse-Saxe (de) à Osnabrück de 1963 à 1974, puis archiviste aux Archives d'État de Münster. Il dirige ces archives de 1979 jusqu'à sa retraite en 1995.
Entre autres choses, Behr est membre de la Commission historique de Basse-Saxe et de Brême (de) et de la Commission historique de Westphalie. Il est membre de l'Association d'histoire constitutionnelle (de) et, entre 1989 et 2005, également membre de la Commission historique pour l'histoire contemporaine de l'Église en Westphalie. Entre 1989 et 2000, il est également directeur de l'Association d'histoire et d'archéologie de Westphalie, Département de Münster (de), 1985-1997 deuxième président du cercle de Brauweiler pour l'histoire régionale et contemporaine (de) et 1980-2005 co-éditeur des Düsseldorfer Schriften. En 2001, il reçoit la croix fédérale du Mérite 1re classe.

## Travaux (sélection)
monographies
- Die Pfandschlosspolitik der Stadt Lüneburg im 15. und 16. Jahrhundert. Museumsverein für das  Fürstentum Lüneburg, Lüneburg 1964 (zugleich: Hamburg, Universität, Dissertation).
- Politisches Ständetum und landschaftliche Selbstverwaltung. Geschichte der Osnabrücker Landschaft im 19. Jahrhundert. Wenner, Osnabrück 1970.
- Georg von Schele (1771–1844). Staatsmann oder Doktrinär? Wenner, Osnabrück 1973,  (ISBN 3-87898-069-8).
- Geschichte in Karten. Historische Ansichten aus den Rheinlanden und Westfalen. Schwann, Düsseldorf 1985,  (ISBN 3-590-34218-8).
- mit Jürgen Kloosterhuis: Ludwig Freiherr Vincke. Ein westfälisches Profil zwischen Reform und Restauration in Preußen. Nordrhein-Westfälisches Staatsarchiv Münster, Münster 1994.
- Franz von Waldeck. Fürstbischof zu Münster und Osnabrück, Administrator zu Minden (1491–1553). Sein Leben in seiner Zeit, 2 Bde. Aschendorff, Münster 1996 und 1998,  (ISBN 3-402-06764-1) und  (ISBN 3-402-06765-X).
- Graf Franz von Waldeck (1491–1553). Dreimal geistlicher Fürst in Westfalen. Waldeckischer Geschichtsverein, Bad Arolsen 1999,  (ISBN 3-932468-01-5).
- mit Bernhard Brockmann und Nikolaus Konkenge: Das Gogericht auf dem Desum. „haubtt- und ubergericht“ des Oldenburger Münsterlandes. Isensee, Oldenburg 2000.
- „Recht muß doch Recht bleiben“. Das Leben des Freiherrn Georg von Vincke (1811–1875). Bonifatius, Paderborn 2009.

rédactions
- (Hrsg.): Der Landkreis Osnabrück. Geschichte und Gegenwart. A. Fromm, Osnabrück 1971.
- (Bearb.): Übersicht über die Bestände des Niedersächsischen Staatsarchivs in Osnabrück. Vandenhoeck & Ruprecht, Göttingen 1978,  (ISBN 3-525-35516-5).
- (Bearb., mit Jürgen Kloosterhuis): Die Bestände des Nordrhein-Westfälischen Staatsarchivs Münster. Kurzübersicht. Nordrhein-Westfälisches Staatsarchiv Münster, Münster 1984.
- (Bearb.): Westfalen in Nordrhein-Westfalen. Aspekte westfälisch-rheinischer Bindungen einst und jetzt. Ausstellung des Nordrhein-Westfälischen Staatsarchivs Münster. Nordrhein-Westfälisches Staatsarchiv Münster, Münster 1984.
- (Hrsg.): Die Arenberger in Westfalen und im Emsland (= Die Arenberger. Geschichte einer europäischen Dynastie, Bd. 2). Landesarchivverwaltung Rheinland-Pfalz, Koblenz 1990.
- (Bearb.): Karl Freiherr von Müffling. Offizier – Kartograph – Politiker (1775–1851). Lebenserinnerungen und kleinere Schriften. Böhlau, Köln 2003,  (ISBN 3-412-02803-7).
- (Bearb.): Die Tagebücher des Ludwig Freiherrn Vincke, 1789–1844. Bd. 5, 8, 9, 11, Aschendorff, Münster 2009–2019,  (ISBN 3-402-15740-3).

essais (sélection)
- Der Niederrheinisch-Westfälische Reichskreis um 1560 und 1794. Karten und Text (Geschichtlicher Handatlas von Westfalen 2. Münster 1982).
- Archives and school education - possibilities, problems, limits (Unesco bulletin for libraries XXVII no. 3, 1974).
- Revolution auf dem Lande. Bauern und ländliche Unterschichten 1848/49 (Westfälische Zeitschrift 150, 2000).
- Um soziale Reformen und politische Emanzipation. Die Osnabrücker Landbevölkerung in der Revolution von 1848 (Verzögerter  Aufbruch. Hg. B. Panke-Kochinke u. R. Spilker. Bramsche, 1994)
- Zeitgeschichte in Land und Region. Anmerkungen und Hinweise (Geschichte im Westen 2, 1989).
- Die Landgebietspolitik nordwestdeutscher Hansestädte (Hansische Geschichtsblätter 94, 1976).
- Exemtionsprozesse des Reichsfiskus gegen westfälische Städte im 16. Jahrhundert (Westfälische Zeitschrift 131/132 1981/82).
- Preußische Binnenkolonisation in Westfalen (Westfälische Zeitschrift  167, 2017).
- Die Exekution des Niederrheinisch-Westfälischen Kreises gegen Graf Johann von Roetberg 1556-1566 (Westfälische Zeitschrift 128, 1978).